# Кота Ватанабе
Кота Ватанабе (јап. 渡辺 皓太; 18. октобар 1998) јапански је фудбалер.

## Репрезентација
Са репрезентацијом Јапана наступао је на Копа Америка 2019.